# Archivio di Stato di Pordenone
L'Archivio di Stato di Pordenone è l'ufficio periferico del Ministero dei beni e delle attività culturali e del turismo che per legge conserva la documentazione storica prodotta dagli enti pubblici della provincia di Pordenone e per deposito volontario, custodia temporanea, donazione o acquisto ogni altro archivio o raccolta documentaria di importanza storica.

## Storia
L'Archivio di Stato di Pordenone è stato istituito, in seguito alla creazione del circondario e poi della nuova provincia di Pordenone, con d.p.r. 9 sett. 1964, n. 735. Il suo nucleo iniziale era costituito da fondi già conservati presso l'Archivio di Stato di Udine e presso quello di Venezia, fra cui il fondo dei Conventi soppressi, quello della Pretura di San Vito al Tagliamento, le liste di leva e l'Archivio notarile antico.
La documentazione, gravemente danneggiata nelle due alluvioni del 1965 e 1966, fu trasferita nel 1968 in un nuovo deposito, che ha potuto accogliere negli anni successivi numerosi versamenti. 

## Patrimonio
Al nucleo documentario iniziale costituito dai fondi trasferiti dagli Archivi di Stato di Udine e di Venezia, si sono aggiunti numerosi versamenti dii archivi di enti pubblici, di famiglie e di persone, giungendo all’attuale consistenza di circa 2000 ml di fonti cartacee, pergamene, mappe, cartoline e fotografie, datate a partire dal 1247 fin quasi ai giorni nostri.